# マウリシオ・ルフィ
マウリシオ・ルフィ（Maurício Ruffy、1996年6月17日 - ）は、ブラジルの男性総合格闘家。アラゴアス州コルリペ出身。ファイティング・ナーズ所属。UFC世界ライト級ランキング15位。

## 来歴
2016年9月18日、プロ総合格闘技デビュー。母国ブラジルの団体を主戦場に勝ち星を積み、8勝1敗の戦績を残した。
2023年10月3日、Dana White's Contender Series 65でライモンド・マゴメダリエフと対戦し、パウンドで3RTKO勝ちを収め、UFCとの契約権を獲得した。

### UFC
2024年5月4日、UFC初参戦となったUFC 301でジェイミー・ムラーキーと対戦し、右アッパーで1RTKO勝ち。パフォーマンス・オブ・ザ・ナイトを受賞した。
2025年3月8日、UFC 313でキング・グリーンと対戦し、右スピニングホイールキックで1RKO勝ち。パフォーマンス・オブ・ザ・ナイトを受賞した。

## 人物・エピソード
- リングネームのルフィは、『ONE PIECE』（ワンピース）の主人公モンキー・D・ルフィに由来する。

## 戦績

### 総合格闘技
| 総合格闘技 戦績 | 総合格闘技 戦績 | 総合格闘技 戦績 | 総合格闘技 戦績 | 総合格闘技 戦績 | 総合格闘技 戦績 | 総合格闘技 戦績 |
| --------------- | --------------- | --------------- | --------------- | --------------- | --------------- | --------------- |
| 13 試合         | (T)KO           | 一本            | 判定            | その他          | 引き分け        | 無効試合        |
| 12 勝           | 11              | 0               | 1               | 0               | 0               | 0               |
| 1 敗            | 1               | 0               | 0               | 0               | 0               | 0               |

| 勝敗 | 対戦相手                       | 試合結果                                   | 大会名                                                            | 開催年月日     |
|      | ブノワ・サン＝デニ             |                                            | UFC Fight Night: Imavov vs. Borralho                              | 2025年9月6日   |
| ○    | キング・グリーン               | 1R 2:07 KO（右スピニングホイールキック）   | UFC 313: Pereira vs. Ankalaev                                     | 2025年3月8日   |
| ○    | ハメス・ヨントップ             | 5分3R終了 判定3-0                          | UFC 309: Jones vs. Miocic                                         | 2024年11月16日 |
| ○    | ジェイミー・ムラーキー         | 1R 4:42 TKO（右アッパー）                  | UFC 301: Pantoja vs. Erceg                                        | 2024年5月4日   |
| ○    | ライモンド・マゴメダリエフ     | 3R 4:45 TKO（パウンド）                    | Dana White's Contender Series 65                                  | 2023年10月3日  |
| ○    | ロニス・トーレス               | 2R 4:21 TKO（パウンド）                    | Centurion FC: Rex Redemptor 【CFCウェルター級トーナメント決勝】   | 2023年5月26日  |
| ○    | コルネリウ・ロタル・ラスカル   | 1R 4:23 TKO（右ストレート）                | Centurion FC: Rex Redemptor 【CFCウェルター級トーナメント準決勝】 | 2023年5月26日  |
| ○    | ブレンノ・ルイス・ゴンサウベス | 1R 1:26 TKO（右ストレート）                | Arena Pride MMA 4                                                 | 2022年6月26日  |
| ×    | マノエル・ソウザ               | 2R 2:41 KO（左フック）                     | Standout Fighting Tournament 18                                   | 2019年11月13日 |
| ○    | デルラン・マリーニョ           | 1R 3:35 KO（右アッパー）                   | Mega Fight Championship 2 【MFCスーパーライト級タイトルマッチ】   | 2019年6月22日  |
| ○    | ハファエル・シウバ             | 2R 1:08 TKO（左ボディブロー→右ストレート） | Standout Fighting Tournament 8                                    | 2018年12月15日 |
| ○    | ルーカス・コスタ・ジェズス     | 1R 1:42 TKO（肘打ち連打）                  | Batalha MMA 13                                                    | 2018年6月30日  |
| ○    | ウェンドソン・サントス         | 1R 1:04 TKO（右ストレート→パウンド）       | Gold Fight 9                                                      | 2017年8月26日  |
| ○    | マルロン・パウラ・デ・ソウザ   | 1R 0:30 TKO（パウンド）                    | Premium Fight Championship 6                                      | 2016年9月18日  |

## 獲得タイトル
- MFCスーパーライト級王座（2019年）
- Centurion FCウェルター級トーナメント 優勝（2023年）

## 表彰
- UFC パフォーマンス・オブ・ザ・ナイト（2回）